# Creu de terme de l'Oratori
La creu de terme de l'Oratori és una creu del municipi de Moià (Moianès) inclosa en l'Inventari del Patrimoni Arquitectònic de Catalunya.

## Descripció
Es tracta d'una creu de pedra de la qual només es conserva part de la creu i de la magolla (manca el braç esquerre i part del superior). És de tipologia gòtica, de braços acabats amb expansions lobulades, trepanades, dins un perfil de lis. Una fronda lateral de fulletes, aparentment de roure, ressegueix tot el perfil. Els plans del braços semblen treballats amb un fi relleu. Al centre de l'anvers hi ha la imatge de Crist crucificat i, a la cara oposada, hi ha la representació de Maria. Un eix vertical de ferro uneix la creu a la magolla treballada com un volum de planta hexagonal amb representacions figurades en relleu: s'observen dos escuts, que s'han relacionat amb la vila de Moià (tot i que aparentment no ho són) flanquejats per figures (potser benefactors).

## Història
Antigament estava situada a la plaça de l'Oratori, dins el nucli urbà, actual principi del carrer de Sta. Magdalena. L'any 1921 hi ha va haver un intent de restaurar la peça per part de la Mancomunitat de Catalunya, però l'adveniment de la dictadura de l'any 1923 va frustrar l'intent.